# Caracaraer
Caracaraer er rovfugle i falkefamilien (Falconidae). De er traditionelt placeret i underfamilien Polyborinae sammen med skovfalke, men undertiden anses de for at udgøre deres egen underfamilie, Caracarinae, eller er klassificeret sammen med de ægte falke i underfamilien Falconinae. Caracaraer er hovedsageligt fugle i Syd- og Mellemamerika. Nogle arter når op til det sydlige USA.
I modsætning til falkene i falkefamilien er fuglene i de fem slægter med caracaraer ikke hurtigflyvende luftjægere, men de er forholdsvis langsomme og er ofte ådselædere (en bemærkelsesværdig undtagelse er rødstrubet caracara).

## Arter
| Billede | Slægt                        | Levende arter |
| ------- | ---------------------------- | --- |
|         | Daptrius Vieillot, 1816      | - D. ater Vieillot, 1816 - sort caracara |
|         | Ibycter Vieillot, 1816       | - I. americanus Boddaert, 1783 - rødstrubet caracara (tidligere i Daptrius) |
|         | Phalcoboenus d'Orbigny, 1834 | - P. carunculatus Des Murs, 1853 - plettet caracara - P. megalopterus Meyen, 1834 - andescaracara - P. albogularis Gould, 1837 - hvidstrubet caracara - P. australis Gmelin, 1788 - falklandcaracara |
|         | Caracara Merrem, 1826        | - C. cheriway Jacquin, 1784 - stor caracara - C. plancus Miller, 1777 - Caracara - † C. lutosa Ridgway, 1876 - guadeloupe-caracara (uddød, 1903)                                                     |
|         | Milvago Spix, 1824           | - M. chimachima Vieillot, 1816 - lys caracara - M. chimango Vieillot, 1816 - chimango-caracara |

## Udbredelse
Caracaraerne findes i store dele af Amerika. Udbredelsesområdet for stor caracara strækker sig så langt nord som staterne Arizona, Texas og Florida i USA. På den sydlige halvkugle findes falklandcaracara på Falklandsøerne og Tierra del Fuego ved Sydamerikas sydspids.

## Taksonomi
Slægten Caracara Merrem 1826 var tidligere kendt som Polyborus Vieillot 1816. Derfor er underfamilien både kendt som Polyborinae og Caracarinae. Derudover er det forskelligt hvilke arter som forskellige forfattere medregner til underfamilien, nogle gange medtages skovfalke, latterfalk eller sydamerikansk pygmæfalk.
Peters' checklist fra 1931 placerede caracaraerne i deres egen underfamilie, Polyborinae, med slægterne Daptrius, Milvago, Phalcobœnus og Polyborus. Ibycter americanus var inkluderet som Daptrius americanus.
Mens det sydamerikanske klassifikationsudvalg (SACC) i den amerikanske ornitologforening anerkendte "tre store, dybe splittelser i Falconidae" stemte den i 2007 for at anerkende to underfamilier: Herpetotherinae indeholdende skovfalke og Falconinae indeholdende caracaraer og ægte falke.
Baseret på nyere forskning i molekylær genetik placerer John Boyd sydamerikansk pygmæfalk (Spiziapteryx) i Caracarinae, og skovfalke i Herpetotherinae. Han bemærker også at "mange af caracaraerne er nært beslægtede, og det ville ikke være urimeligt at samle Ibycter, Milvago og Phalcoboenus til Daptrius".